# خوسيه ماريا فيلاسكو ايبارا
خوسيه ماريا فيلاسكو ايبارا (بالإسبانية: José María Velasco Ibarra)‏ (و. 1893 – 1979 م) هو سياسي من الإكوادور ولد في كيتو.

## روابط خارجية
- خوسيه ماريا فيلاسكو ايبارا على موقع الموسوعة البريطانية (الإنجليزية)
- خوسيه ماريا فيلاسكو ايبارا على موقع مونزينجر (الألمانية)